# Манастир Светог Андреје на Трески
Манастир Светог Андреје Андреаш се налази у кањону реке Треске у Северној Македонији, југозападно од Скопља.

## Прошлост
Подигао га је 1389. године син краља Вукашина (савладар 1365—1369, самостално 1369—1371) и брат Краљевића Марка (1371—1395) Андријаш који је као обласни господар владао том облашћу.
Манастир је првобитно подигнут високо у кланцу Треске, али се после подизања бране и хидроцентрале на њој, 1938. године нашао на обали акумулационог језера Матка.
Године 1932. у манастиру су били и монаси избегли из Русије. Један од њих, гостопримац је био раније у руском манастиру у Финској, на језеру Ладоги. Манастирска црква је тада била затворена, на неприступачном месту. Скромну задужбину Андријаша, величине капелице, са зидним спољним украсима од танке цигле красио је очувани живопис. Према сачуваном натпису на унутрашњем зиду он је настао заслугом митрополита Јоана и Григорија монаха(живописца). Скромност здања објашњава се фактом да је настала у време Косовског боја. Неколико година раније је у камењару код манастира, смртно настрадао од последица пада, млади архитект-археолог Жарко Татић.
Октобра 1933. године велика група туриста је у организацији „Путника” из Новог Сада посетила знаменитости Старе Србије и Македоније. Посетили су и манастир Св. Андреје у кањону реке Треске. Испред манастира се при обали налазио велики чамац на којем је писало „Принц Андреј”, који је светињи поклонио мали југословенски краљевић Андреј Карађорђевић. У манастир се могло ући само са реке, и то са чамцем. Младић који се из помоћ молитви излечио у манастиру, по датом завету захвалности, 11 година је свакодневно бесплатно превозио посетиоце манастира. Ту поред манастира, падом са једне литице погинула је Макензијева кћерка, током планинарења.
Црква је била мала али лепа, са старим оштећеним фрескама. Посетиоци манастира су чули да болесници намерно оштећују фреске, јер мисле да остругана боја лечи „све болести”. Нарочито је била лепа сачувана фреска Самарићанке.

## Изглед манастирске цркве
Манастирска црква има основу триконхоса са једним кубетом и припратом и укупном дужином од око 15 m.
Њена основа се разликује од класичног триконхоса по томе што су бочне конхе споља затворене у кубичне зидне масе.
Сама грађевина је са спољне стране украшена нишама, које су распоређене у два нивоа.

## Живопис
Живопис манастирске цркве су радили фрескосликари митрополит Јован и јеромонах Макарије, о чему сведочи натпис у самој цркви. Њихов рад се доста разликује од осталих фрески рађених у 14. веку на подручју данашње Северне Македоније, како по стилу тако и по темама. Међу фрескама нема Христових чуда, сцена из живота Богородице, пустињака, па чак ни Причешћа апостола које се уобичајено слика у олтарској апсиди.
Међу урађеним фрескама се издвајају догађаји из Христовог живота:
- Молитва на гори
- Умивање ногу апостолима

као и прикази светих ратника који су насликани у пуној ратној опреми.